# すっきりソング
すっきりソングは、かつてSMA NEET Projectで活動していた日本のお笑いコンビ。2015年結成、2018年4月14日解散。

## メンバー
本田 まさゆき（ほんだ まさゆき、1978年2月20日 - ）ボケ・ネタ作り担当。立ち位置は向かって左。
山梨県出身。身長175cm、体重63kg。日本大学芸術学部卒業。
趣味は音楽活動（作詞作曲歌唱）、竹馬。
特技は詩の朗読（2003年 NHK「詩のボクシング」第3回全国大会優勝）。2003年にCD「母は苦情を言いました」をリリースしている。
もともとはコピーライター兼グラフィックデザイナーだった。
植田 マコト（うえだ マコト、1977年11月21日 - ）ツッコミ担当。立ち位置は向かって右。
茨城県鹿嶋市出身。身長175cm、体重62.5kg。帝京大学卒業。
血液型はB型。
趣味は読書、特技はサービス（レストラン）。
笑組を師匠として仰いでいる。

## 略歴・概説
ネタは主に漫才を行っており、2016年のM-1グランプリでは準々決勝に進出した。
本田は2000年位からのポエトリーリーディングブームの中で詩人として活動をしていたが、「笑いのある詩の方がより伝わる」と感じたことからお笑いへの関心を強め、フリーランスでR-1ぐらんぷりにも出場していた。2013年に歌人の枡野浩一とのコンビ・詩人歌人を結成し、SME NEET Projectに所属する。
2014年にうえはまだを解散した植田が、ピン芸人を経て詩人歌人に加入し、トリオ「詩人歌人と植田マコト」として活動。枡野が文筆業専念により脱退後、新たに本田と2015年6月21日にコンビ「すっきりソング」を結成。
2018年4月、本田がTwitter上で解散（「消滅」と表現）したことを表明。解散後、植田は元庵。のエイテツ（英哲）と「はぐれ超人」を結成。本田はピン芸人「本田しずまる」の名でSMA HEET Projectに所属し、FM甲府「てっぺん!」のパーソナリティなどを務めている。
はぐれ超人はその後2023年春頃解散。ただし同年9月にもコンビでの出演をしているため正式な解散日は不明。
2022年11月24日植田はTwitter上ですっきりソングについてついて次のように言及した。
【ご報告】すっきりソング解散の原因は私の不徳にございました。表現することがためらわれる言動により本田氏をひどく傷つけてしまいました。そして信頼できる方に間に入っていただき、本田氏には改めて謝罪しました。別々の道を歩むことになりましたが今後も二人を応援してくれると嬉しいです。
その後本田も植田のコメントを引用する形で同じく解散について以下のようにツイートした。
先日、植田氏からのツイートがあったとおり、植田氏からすっきりソング時代の言動について、謝罪を受けました。（2023年4月14日）
2023年、植田はきむらなおひろとのコンビ「やわらかい服」としての活動を開始。同年4月より「ひざげり小僧」に改名して活動。
2023年7月28日、きむらのTwitterにて解散を発表。
その他に植田は同年、ジャック豆山（元まめのき）、古澤（元お団子まんじゅう）とのトリオ、シャトーMKとしても活動を開始。M-1グランプリ2023では３回戦に進出。同年11月、植田と古澤のコンビ「マンデーナイトフィーバー」としてコンビで活動する事が発表された（2023年11月18日植田のX（旧Twitter）にて）。シャトーMKは引き続きトリオユニットとして活動。

## 賞レース戦績
- M-1グランプリ2015 1回戦敗退
- M-1グランプリ2016 準々決勝進出
- M-1グランプリ2017 準々決勝進出
- お笑いハーベスト大賞2017 本戦出場

## 出演

### テレビ
- お願い!ランキング（テレビ朝日）- 2部（2017年1月11日・1月12日・1月10日・1月23日・1月24日・1月25日・2月1日）
- スマートフォンデュ（テレビ朝日）- 2017年10月26日

### ラジオ
- 2世代ターボの新・お先に勉強させていただきます（東京ネットラジオ）- 2016年5月
- マイナビ Laughter Night - （TBSラジオ）2016年12月24日、2017年7月21日

## 作品
- ちょっぴり恥ずかしいけど笑ってほしいから見てほしい　―SMAお笑いカーニバル総集編―（2017年2月17日、ゴマブックス）[8]